# General Concha
El General Concha fue un cañonero de la Armada Española clasificado a su entrada en servicio como Crucero colonial. Sirvió en Puerto Rico durante la guerra hispano-estadounidense y más tarde en las costas de Marruecos en donde encontró su final. Recibió su nombre en honor al brigadier de la Armada Juan Gutiérrez de la Concha, gobernador e intendente de la provincia de Tucumán del Virreinato de Buenos Aires, sublevado contra la Junta de Gobierno de Buenos Aires y fusilado en 1810.
El cañonero General Concha era el primero de una serie de cuatro cañoneros o como se les conocía en aquella época, Cruceros de 3ª clase y también Cruceros coloniales. Su construcción fue ordenada en 1882 por el ministro de Marina, almirante Francisco de Paula Pavía y Pavía, inicialmente pensados para cumplir cometidos de patrulla costera en las Islas Filipinas, cosa que no sucedió con este buque. Componían esta clase el ya citado y sus gemelos Magallanes, Elcano y General Lezo.
Su quilla fue puesta en las gradas del astillero de Esteiro en Ferrol el 1 de mayo de 1882 y fue botado el 28 de noviembre de 1883, entregándose a la Armada al año siguiente.
El buque estaba propulsado por una máquina de vapor de doble expansión, quizás más conocida como máquina compound fabricada en los talleres de la Maquinista Terrestre y Marítima de Barcelona, aunque contaba con aparejo de goleta para navegar a vela como ayuda auxiliar.

## Historial
El General Concha estuvo destinado muchos años en la estación naval de San Juan de Puerto Rico, y allí estaba en 1898 durante la guerra hispano-estadounidense. El 28 de junio de 1898, el General Concha junto con el crucero Isabel II y el cañonero Ponce de León salen del puerto para intentar ayudar a un forzador del bloqueo estadounidense, el vapor correo de la Compañía Transatlántica Española Antonio López, de 6400 t procedente de Cádiz con importantes suministros militares. Sin embargo, el crucero auxiliar USS Yosemite interceptó y atacó al Antonio López, haciéndole encallar en Playa Socorro (Arrecife Angelina).
Tras la guerra se firmó el Tratado de París, que en su artículo V señalaba: "[...] Serán propiedad de España banderas y estandartes, buques de guerra no apresados, armas portátiles, cañones de todos calibres...". Por este artículo el General Concha regresó a España y su armamento fue modernizado. Fue asignado a la costa mediterránea de Marruecos, como parte del esfuerzo para interrumpir la piratería y el contrabando de armas para las cabilas rifeñas locales. Normalmente patrullaba el área comprendida entre Melilla y Alhucemas.

### Accidente y hundimiento

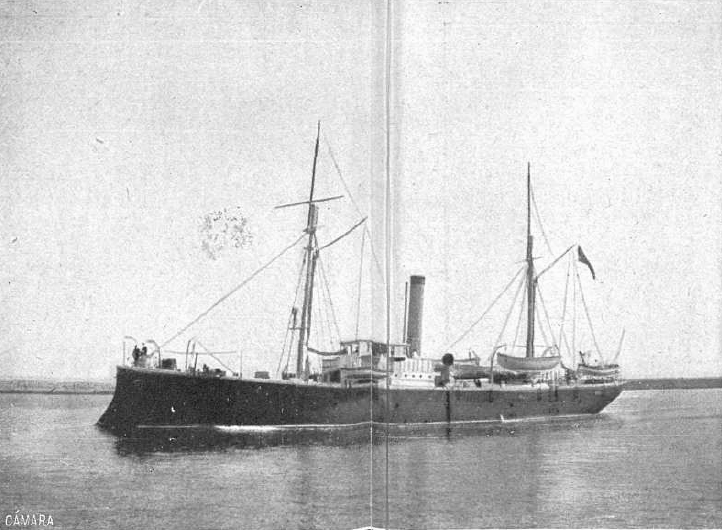
Fotografía del cañonero español General Concha publicada en 1913 con motivo de su accidente al embarrancar frente a la costa marroquí y el posterior ataque de que fue objeto. Mundo Gráfico, número 85 de 11 de junio de 1913, página 18.

El 10 de junio de 1913, el General Concha zarpó de Almuñécar, Granada, con rumbo hacia el Peñón de Alhucemas, una fortaleza presidio española frente de la costa del Rif. Al llegar a la costa marroquí, el buque encontró una densa niebla y continuó hacia Alhucemas a baja velocidad, pero la falta de visión de referencias costeras después de algún tiempo llevó a la tripulación a una interpretación errónea de la posición de la nave, y unas cinco millas de su destino encalló cerca de la ensenada de Busicú a las 07:40 horas. Esta área de facto estaba controlada por la cabilas rifeñas de Bocoy y Beni Urriaguel hostiles a los españoles. 
Después de una larga lucha, murieron doce tripulantes, entre ellos el comandante del buque, y catorce resultaron heridos, y los rifeños tomaron trece prisioneros. Ayudados por unidades de la Armada como el cañonero Lauria, la tripulación restante fue rescatada. Al día siguiente el cañonero fue bombardeado por el crucero Reina Regente que no conseguiría destruirlo completamente, algo que se logró en la jornada siguiente acompañado por los cañoneros Lauria y Recalde, para evitar que fuera saqueado por el enemigo.